# Clapham (North Yorkshire)
Koordinaten: 54° 7′ N, 2° 24′ W

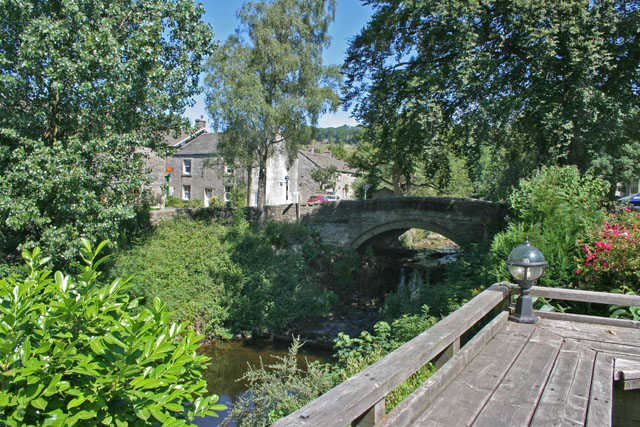
Der Clapham Beck in Clapham

Clapham ist ein Dorf im Yorkshire Dales Nationalpark in  North Yorkshire in England. Clapham lag früher in der West Riding of Yorkshire.
Clapham wurde 1160 erstmals urkundlich erwähnt.

Seit dem 18. Jahrhundert lebt die Familie Farrer bei Clapham, zu deren Ingleborough Estate große Teile des Landes um den Ort gehören.

Clapham bildet mit dem Ort Newby den civil parish Clapham cum Newby.

## Geologie
Clapham liegt am Fuße des Ingleborough, eines der Berge des Three-Peaks-Walk, und ist ein beliebter Ausgangspunkt für die Besteigung des Berges. Von Clapham erreicht man den Eingang zur Ingleborough Cave.
Clapham liegt in einer geologischen Bruchzone, die den Sandstein der Bowlandregion vom Kalkstein der Ingleboroughregion trennt. Der Clapham Beck hat sich in den Kalkstein gegraben und die darunterliegenden Gesteinsschichten freigelegt, welche die Erde alkalisch werden lassen, was den auffälligen Wuchs von Rhododendren bei Clapham fördert.

## Bekannte Personen
Der Biologe Reginald Farrer (1880–1920) wuchs in Clapham auf.

## Verkehr
Der Bahnhof Clapham an der Bahnstrecke Leeds–Morecambe liegt etwa 1,5 km südlich des Ortes.

## Trivia
1947 wurden in Höhlen in der Nähe des Ortes zwei Skelette gefunden, die als Trow Ghyll Skelett bekannt wurden. Da ihre Identität ungeklärt blieb, kamen zahlreiche Spekulationen über tote deutsche Spione auf.